# Vincent Connare
Vincent Connare (ur. 26 września 1960 w Bostonie) – amerykański grafik, twórca czcionek Comic Sans, Trebuchet, Wildstyle i Magpie.

## Życiorys
Urodzony 26 września 1960 r. Bostonie. Ukończył Milford High School w Milford, po czym studiował na New York Institute of Technology sztuki piękne i fotografię. Po studiach pracował w lokalnej gazecie The Worcester Telegram, po czym zatrudnił się w 1987 r. w Compugraphic jako inżynier typograf. Z firmą rozstał się w 1993 r. W tym okresie pracował w zespole opracowującym czcionkę Intellifont. Connare pracował też dla Hewlett-Packard, Apple i Microsoft. W 1993 r. został pracownikiem Microsoft, jego zadaniem było testowanie czcionki Tahoma. Ponadto opracował wersję czcionki Arial dla WebTV Microsoftu.
W 1994 r. został włączony do zespołu przygotowującego aplikację Microsoft Bob. Zainspirowany czcionkami używanymi przez DC i Marvel Comic, Connare opracował czcionkę Comic Sans (1995 r.). Co prawda aplikacja nie została wdrożona, ale jego czcionka została włączona do systemu Windows 95. W tym samym roku zaprojektował także czcionki Trebuchet i Wildstyle. W 1999 r. opuścił Microsoft i przeprowadził się do Wielkiej Brytanii, by studiować design na Reading University i uzyskał magisterium w tym kierunku. Po ukończeniu studiów powrócił USA, gdzie w 2000 r. zaprojektował czcionkę Magpie. W 2001 r. otrzymał propozycję pracy w Wielkiej Brytanii i zdecydował się ponownie osiąść w tym kraju. W 2008 r. zaprojektował czcionkę Magpie OpenType.
Obecnie pracuje dla Dalton Maag Ltd, londyńskiej agencji zajmującej się komunikacją wizualną.
Ma także doświadczenie jako fotograf i technik pracujący w ciemni.